# Chotěbuz
Chotěbuz là một làng thuộc huyện Karviná, vùng Moravskoslezský, Cộng hòa Séc.